# Lycaena orus
Lycaena orus is een vlinder uit de familie van de Lycaenidae. De wetenschappelijke naam van de soort is voor het eerst geldig gepubliceerd in 1780 door Caspar Stoll. De typelocatie van deze soort is Kaap de Goede Hoop in Zuid-Afrika.